# Scoliciosporum coniectum
Scoliciosporum coniectum är en lavart som beskrevs av Kantvilas & Lumbsch. Scoliciosporum coniectum ingår i släktet Scoliciosporum och familjen Scoliciosporaceae.   Inga underarter finns listade i Catalogue of Life.